# Ramsar (Iran)
Pour les articles homonymes, voir Ramsar.
Ramsar (en persan : رامسر) est une ville du Nord de l'Iran, au bord de la mer Caspienne.

## Tourisme

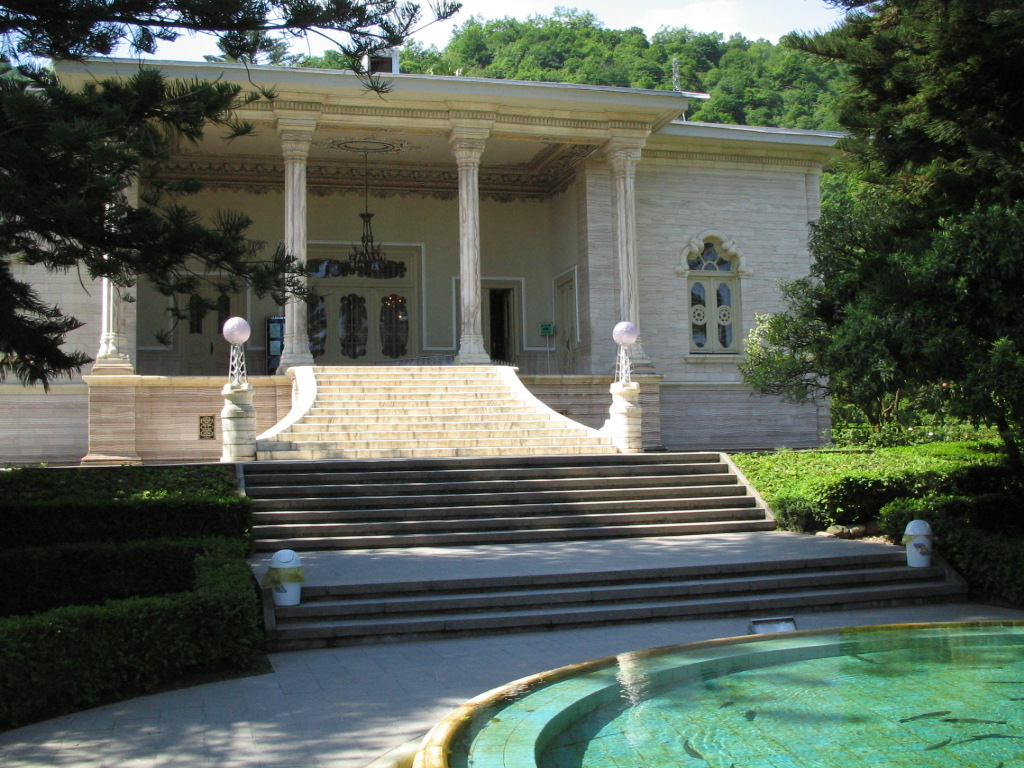
Palais de Mohammad Reza Shah à Ramsar

Pour les touristes, elle offre des plages, des stations thermales, des forêts verdoyantes des Monts Elbourz ainsi que la résidence d'été du dernier chah, le palais de Ramsar.

## Radioactivité
Certains endroits de cette ville révèlent la concentration la plus élevée du monde en radioactivité naturelle. Celle-ci est libérée par des sources thermales qui exhalent le radon émis par les roches granitiques. Valeur de la radioactivité naturelle = 260 mSv /an soit environ 100 fois plus que la moyenne observée en France.

## Fait notoire
C'est aussi le lieu où a été signée, en 1971, la convention de Ramsar relative aux zones humides d'importance internationale, particulièrement comme habitats des oiseaux d'eau.